# Partito Socialista (Tunisia)
Il Partito socialista o PS (in arabo الحزب الاشتراكي‎?, al-Ḥizb al-ishtirākī), chiamato anche Partito socialista di sinistra o PSG, (in arabo الحزب الاشتراكي اليساري‎?, al-Ḥizb al-ishtirākī al-yasārī) fino all'ottobre 2012, è un partito politico tunisino di sinistra fondato il 1º ottobre 2006 e legalizzato dal II governo di unità nazionale guidato da Mohamed Ghannouchi il 17 gennaio 2011. Una prima istanza di legalizzazione, presentata nel 2007, era stata respinta dal governo dittatoriale allora al potere.
Sorto da una scissione del Partito comunista degli operai di Tunisia, il PS si distingue da quest'ultimo per il suo rifiuto di qualsiasi alleanza con gli islamisti, anche nel quadro della lotta contro il regime autocratico di Zine El-Abidine Ben Ali, preferendo la costituzione di un fronte di forze progressiste e laiche. In occasione delle Elezioni generali in Tunisia del 2009, sia legislative sia presidenziali, il PSG sostiene Ahmed Brahim, il candidato del Movimento per il Rinnovamento (in arabo حركة التجديد‎?, Ḥarakat al-Tajdīd, in lingua francese Ettajdid). 
Il PSG partecipa alle elezioni dell'Assemblea costituente tunisina del 2011 in seno alla coalizione del Polo Democratico Modernista (Al Qotb: in arabo ﺍﻟﻘﻄﺐ‎?, al-Quṭb) che guadagna cinque seggi sui 217 complessivi. Il 3 ottobre 2012, il partito cambia nome e diventa "Partito socialista". Il 2 febbraio 2013, il PS raggiunge l'Unione per la Tunisia, ma decide di presentare sue liste per le elezioni parlamentari del 2014.
Si richiama al socialismo scientifico e alla difesa del laicismo. Il PS è guidato da Mohamed Kilani.